# Луиза Сан-Феличе (пьеса)
«Луиза Сан-Феличе» (фр. La Sanfelice) — историческая драма французского писателя Мориса Драка, написанная на основе одноимённого романа Александра Дюма-отца и впервые поставленная на сцене в 1881 году.

## Сюжет и судьба текста
В основу сюжета романа Дюма, а затем и пьесы Драка, легли реальные события, происходившие в Неаполе в 1798—1800 годах. После поражения в войне с революционной Францией местный король Фердинанд IV Бурбон бежал на Сицилию, и в Неаполе была провозглашена Партенопейская республика, находившаяся под французским протекторатом. Спустя всего год она пала из-за крестьянских восстаний и англо-русской интервенции. В Неаполе развернулся «белый террор», одной из жертв которого стала Луиза Сан-Феличе — женщина из высшего света, которая при республиканцах стала случайной виновницей разоблачения роялистского заговора. Её приговорили к смерти и обезглавили (11 сентября 1800 года).
В изображении Дюма заглавная героиня стала практически идеальным персонажем. Это совсем молодая женщина, жена старика, который любит её по-отечески. Луиза влюбляется в революционера Сальвато Пальмиери (это полностью вымышленный персонаж) и погибает на эшафоте, становясь жертвой рока: такую судьбу ей предсказали в первых главах романа.
Пьеса была написана предположительно после смерти Дюма, так что романист не имеет к ней никакого отношения. Автором стал Огюст-Альфред Пуатевен (1834—1897), подписавшийся в этом случае как Морис Драк. Сохранив изначальную трактовку персонажей, он кратко излагает романный материал, привнося местами новые мотивы (в частности, Сальвато Пальмиери оказывается в пьесе бывшим любовником леди Гамильтон), и придумывает счастливый финал: благодаря вмешательству Франции Луиза Сан-Феличе получает жизнь и свободу. Драма была поставлена на сцене в 1881 году, позже Фрэнк Морлок создал её адаптацию на английском языке.